# Sisawani
Sisawani – gaun wikas samiti we wschodniej części Nepalu w strefie Sagarmatha w dystrykcie Siraha. Według nepalskiego spisu powszechnego z 2001 roku liczył on 828 gospodarstw domowych i 4674 mieszkańców (2303 kobiet i 2371 mężczyzn).